# Армия Людова
А́рмия Людо́ва (пол. Armia Ludowa — «народная армия») — военная организация Польской рабочей партии, которая действовала в 1944—1945 годах в Генерал-губернаторстве (нацистская Германия), то есть на оккупированных Германией польских территориях.

## История
Образована 1 января 1944 года на основе Гвардии Людовой. Также, в состав Армии Людовой вошли части Батальонов хлопских, отряды народно-рабочей милиции Рабочей партии польских социалистов, Союз борьбы молодых, отдельные подразделения и бойцы Армии Крайовой. Командующим AЛ являлся генерал Михал Жимерский, начальником штаба — Францишек Юзвяк.
Организация провозглашала своей целью восстановление дружественного к СССР демократического польского государства и пользовалась поддержкой Советского Союза.

## Организационная структура
Организационная структура Армии Людовой в целом повторяла структуру Гвардии Людовой. Вооружённые формирования АЛ строились по образцу армейских подразделений польской армии.
В состав боевых отрядов Армии Людовой принимали не только поляков, но и представителей других национальностей (в том числе, евреев), а также советских граждан. В отрядах АЛ бывшие советские военнопленные занимались военным обучением польских партизан, они нередко становились «военными специалистами», а в некоторых случаях — даже командирами боевых подразделений.
В начале 1944 года численность членов АЛ составляла около 10 000 человек, к июлю она достигла 30 000 человек. Было сформировано 11 бригад (в том числе, две бригады из бежавших советских военнопленных, а позднее с территории СССР были переброшены ещё три партизанские бригады), 69 отрядов и некоторое количество мелких подпольных, разведывательных и партизанско-повстанческих групп.
Общая численность АЛ составляла около 55 тыс. человек, в том числе 11 тыс. бойцов в составе боевых подразделений и партизанских отрядов.
21 июля 1944 г. декретом Крайовой Рады Народовой организация была объединена с 1-й Польской армией в единое Войско Польское, после чего партизанские отряды и группы Армии Людовой, продолжавшие действовать за линией фронта, получили статус «партизанских частей Войска Польского» («Oddziały Partyzanckie WP»).

### Боевые подразделения

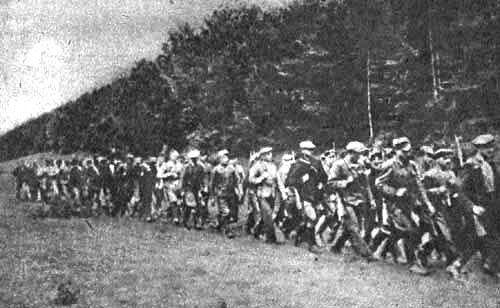
отряд Армии Людовой на марше (Люблинское воеводство, 1944)

- 1-я бригада Армии Людовой имени Земли Люблинской: три батальона (создана 20 февраля 1944 года, на момент формирования — 195 человек, в конце мая 1944 года — 1200 чел.)[6];
- 1-я бригада Армии Людовой имени Земли Келецкой: на момент формирования — два батальона (200 чел.), к концу сентября 1944 года — три батальона (около 500 чел.)[7];
- 2-я бригада Армии Людовой «Рассвет» («Świt»): два батальона (300 чел.), командир — капитан Тадеуш Май («Локет»); часть личного состава перешла из отрядов Армии крайовой[8];
- 3-я бригада Армии Людовой имени генерала Юзефа Бема: командир — капитан Болеслав Борута («Гонич»)
- 10-я бригада Армии Людовой «Победа» («Zwycięstwo»): создана 13 сентября 1944 года, 300 чел., командир Н. Донцов; комиссар — И. Громов; начальник штаба — Н. Цибульский; личный состав комплектовался преимущественно из советских военнопленных[9]. В октябре 1944 года бригада вышла на советскую территорию[10].
- 11-я бригада Армии Людовой «Свобода» («Wolność»): создана 13 сентября 1944 года, 200 чел., командир — лейтенант С. Рященко; комиссар — В. Т. Маркитенко; начальник штаба — Л. Злобин, личный состав комплектовался преимущественно из советских военнопленных[9]. В октябре 1944 года бригада вышла на советскую территорию[10].
- 1-я бригада Армии Людовой Земли Краковской имени Бартоша Гловацкого
- бригада Армии Людовой «Сыны Земли Мазовецкой»: 5 батальонов, 1 рота и вспомогательные части; командир — майор «Мазур»
- бригада Армии Людовой имени Яна Холода

### Взаимодействие с СССР и «Союзом польских патриотов»
На территории УССР и БССР первые польские партизанские группы в составе советских партизанских отрядов появились в 1942 году. Так, в первой половине 1942 года в отряде им. Чкалова была создана разведывательно-диверсионная группа из 20 поляков, которую возглавил лодзинский коммунист Юзеф Мархлевский.
Кроме того, к весне 1943 года в спецшколе УШПД, которую возглавлял П. А. Выходец, начали обучение добровольцев из Польши
Весной 1943 года, после начала украинскими националистами кампании террора в отношении польского и неукраинского населения, командование украинских советских партизанских отрядов поставило вопрос о формировании на территории УССР польских партизанских отрядов. 26 марта 1943 года это решение утвердила конференция Ровенского подпольного обкома КП(б)У. Было опубликовано «Обращение к населению Ровенской области» и начат выпуск газеты «Czerwony sztandar» на польском языке, в которой рассказывалось о положении на фронтах, деятельности «Союза польских патриотов», действиях советских партизан и создании 1-й польской дивизии. Передовица первого номера газеты была озаглавлена «Поляки, к оружию!».
Вскоре в польских сёлах были сформированы местные группы самообороны, а в составе партизанского соединения В. А. Бегмы (куда пришло больше 100 добровольцев) был создан первый польский партизанский отряд.
В начале 1944 года под Ровно из русских, украинцев и поляков был сформирован партизанский отряд им. Щорса (командир В.С. Мацнев, 300 чел.)
3 апреля 1944 года в СССР был создан Польский штаб партизанского движения, через который осуществлялась координация действий Армии Людовой с Советской Армией и польским военно-политическим руководством, помощь специалистами и командными кадрами, снабжение. Помимо польских офицеров, в штабе работали советские специалисты (С. О. Притыцкий, И. И. Снигирь, И. Г. Старинов, В. А. Квитинский, И. Н. Кондрашов и др.).
В распоряжение Польскому штабу партизанского движения были переданы все польские партизанские формирования, организованные и действовавшие на оккупированной территории СССР общей численностью 1863 человек, в том числе:
- соединение «Еще Польска не згинела» (866 чел.) — создано летом 1943 года, командир Роберт Сатановский;
- партизанскую бригаду имени Тадеуша Костюшко — создана в июле-августе 1943 года в Полесье, действовала в составе Пинской партизанской бригады; командиры — Чеслав Вархоцкий, затем Чеслав Клим;
- партизанскую бригаду имени Ванды Василевской (320 чел.) — создана в феврале 1944 года; командир Станислав Шелест, комиссар — Виктор Кременицкий;
- партизанскую бригаду «Грюнвальд» (500 чел. в составе трех батальонов, впоследствии — 600 чел.), командир — майор Юзеф Собесяк («Макс»), заместитель — поручник Тадеуш Рыковский, нач.штаба — поручник Михал Левецкий[20].
- отряд под командованием Л. Г. Луцевича.

В соответствии с постановлением ГКО СССР № 5563 сс от 8 апреля 1944 года началось оказание ПШПД помощи вооружением и техникой, также в распоряжение ПШПД было направлено 30 радистов, 30 врачей и 100 фельдшеров и медсестёр.
Польский штаб партизанского движения получил от СССР значительную материально-техническую помощь, только до конца июля 1944 года ПШПД было передано 2 транспортных самолёта, 3 самолёта У-2, 40 грузовиков, 18 легковых автомашин, 8600 винтовок, 4270 автоматов, 234 пулемёта, 137 противотанковых ружей, 52 миномёта, 120 тонн взрывчатых веществ, боеприпасов и продовольствия. За указанный период времени на самолётах ПШПД через линию фронта были переброшены 12 групп польских партизан (общей численностью 296 чел.) для укрепления и развертывания партизанского движения на оккупированной территории Польши.
- в апреле 1944 года AL получила первую партию оружия, боеприпасов и снаряжения, а в дальнейшем, в период с начала мая до конца сентября 1944 года действовавшим на территории Польши польским партизанам с помощью самолётов было доставлено 1297 винтовок, 3179 автоматов, 167 пулемётов, 50 противотанковых ружей, 31 миномёт[22], 4413 штук миномётных мин, 7912 ручных гранат, 12 960 кг взрывчатки, 479 комплектов обмундирования[23], а также боеприпасы, бинокли и топографические карты[24].

В общей сложности, для поддержки польских партизан в период с 27 мая 1944 года до 16 января 1945 года советской авиацией было произведено 70 авиарейдов (99 самолёто-вылетов), не считая вылеты в район Варшавы в период Варшавского восстания.
Кроме того, по распоряжению советского командования, помощь отрядам Армии Людовой оказывали советские партизаны:
- так, в феврале 1944 года советские партизаны из соединения А. Ф. Фёдорова передали партизанам Армии Людовой 30 автоматов, 10 ПТР, боеприпасы и взрывчатку[26];
- в феврале 1944 года советские партизаны из соединения М. И. Наумова в селе Ожанна (в 5 км северо-восточнее Лежайска) передали польским активистам 30 винтовок и 1500 патронов для создания отряда самообороны из жителей села[27], а в марте 1944 года в селе Завины (на реке Западный Буг) вооружили отряд из 200 партизан Армии Людовой[26].

21 июля 1944 года ПШПД был реорганизован в Отдел материально-технического снабжения верховного командования Войска Польского.
В соответствии с постановлением ГКО СССР № 6250 от 25 июля 1944 года все советские партизанские отряды, подчинённые Украинскому штабу партизанского движения, находившиеся на территории Польши, были переданы в оперативное подчинение командованию Войска Польского; материально-техническая база УШПД была передана в распоряжение отдела материально-технического снабжения командования Войска Польского.

## Боевая деятельность
26 февраля 1944 года командование Армии Людовой отдало приказ № 26 о переходе в наступление. Основными задачами стали разрушение немецких коммуникаций и создание оперативной базы в Яновских, Билгорайских и Парчевских лесах.
В марте 1944 года командование Армии Людовой издало приказ об установлении связи с вступающими в Польшу советскими соединениями, налаживании с ними взаимодействия и оказании им помощи. Помимо действий в тылу немецких войск, отряды и бойцы Армии Людовой участвовали в боях на линии фронта совместно с советскими войсками.
В течение 1944 года подразделения Армии Людовой провели 904 боевые операции (в том числе, 120 крупных боёв, 370 операций на железных дорогах и 50 операций на дорогах и дорожных сооружениях); разрушили 79 шоссейных и железнодорожных мостов и 55 железнодорожных станций, организовали крушение 322 эшелонов; уничтожили свыше 19 тыс. немецких солдат и офицеров, 24 танка, 191 автомашину, 3 самолёта, 465 паровозов и 4000 вагонов.

### Боевые операции
- бой в Липских лесах;
- 23 марта 1944 года — захват оружейного склада в городе Марки, захвачено 200 шт. винтовок, 10 пистолет-пулемётов, 2 ручных пулемёта и боеприпасы;
- 14 мая 1944 года — бой у деревни Ромблюв в Люблинском воеводстве (немецкая антипартизанская операция «Майгевиттер»). Объединенные силы AL, которыми командовал М. Мочар, в течение дня вели бой с частями 5-й танковой дивизии СС «Викинг»[36]
- 8-15 июня 1944 года — бои в Яновских лесах (немецкая антипартизанская операция «Штурмвинд I»). В начале июня 1944 года в этом районе находилось около 1800 советских партизан (соединение В. П. Чепиги, соединение Б. Г. Шангина, отряд им. Александра Невского, отряд Н. А. Прокопюка, отряд М. Я. Неделина и отряд Василенко) и 1200 польских партизан AL. Немецкое командование предприняло попытку окружить и уничтожить находившиеся здесь польские и советские партизанские отряды, к 8 июня в районе были сосредоточены 154-я и 174-я резервные пехотные дивизии вермахта, часть 213-й охранной дивизии, 4-й полицейский полк СС, 1-й мотобатальон СС, 318-й и 115-й охранные полки, а также ряд вспомогательных и полицейских частей и один кавалерийский отряд из состава калмыцкого кавалерийского корпуса Долля при поддержке авиации. Партизанские части дали бой на позиции у реки Брашев. После продолжительных боёв, 14 июня немецкие части сумели окружить партизан, но в ночь с 14 на 15 июня они прорвались в Билгорайские леса, а затем, вновь прорвав кольцо окружения, ушли в Немировские леса. Вместе с партизанами из окружения были выведены более 1000 мирных жителей, прятавшихся в лесах от немецких оккупационных властей[37].
- 21-24 июня 1944 года — бой в Сольской пуще (немецкая антипартизанская операция «Штурмвинд II»). Вышедшие из окружения в Яновских лесах, 21 июня советские и польские партизаны были снова окружены немцами в Сольской пуще. После нескольких дней оборонительных боёв, 24 июня партизаны с боем прорвали кольцо окружения, после чего часть польских партизан вернулась в Билгорайские леса, а три советских партизанских отряда — ушли в Карпаты[38]. Оставшиеся в окружении отряды и отдельные бойцы продолжали сопротивление до 25-27 июня. В общей сложности, в ходе антипартизанской операции в этом районе было убито до 1000 чел. (включая местных жителей, скрывавшихся здесь от немцев), ещё 65 партизан были захвачены в плен и расстреляны в урочище Рамы (у Билгорая) 4 июля 1944 года[39].
- 15 августа 1944 года — бой под Стопницей. В ходе боя, Краковская бригада AL под командованием полковника Францишека Ксенжарчика («Михал») прорвалась через линию фронта и вышла в расположение советских войск.
- 12-13 сентября 1944 года — бои в Котфиньских лесах и сражение под Эвиной.
- 16-19 сентября 1944 года — бои в Сухенднёвском лесном массиве (наиболее ожесточенное столкновение произошло под Свиной Гурой). В ходе боев полуэскадрон калмыков под руководством И. С. Манцына перебил немецких офицеров и перешёл на сторону партизан, это событие вызвало замешательство у немецкого командования, операция была приостановлена, другие «восточные части» были отстранены от участия в операции и выведены из района боевых действий[40].
- 29-30 сентября 1944 года — бой у Грушки в Энджеевском повяте. Немецкие части (около 5 тыс. солдат при поддержке бронетехники, артиллерии и миномётов) окружили боевую группу из 1500 партизан AL под командованием майора Генрика Половняка («Зигмунт»), бои начались около 7 часов утра и продолжались в течение дня, а ночью партизаны прорвались из окружения и ушли в лесной массив Секерно — Ратайе. При отражении двух танковых атак огнём из противотанковых ружей и гранатами были уничтожены два танка, подбиты ещё один танк и один броневик[41]. Потери партизан составили 50 убитыми и 70 ранеными[42].
- в ночь с 27 на 28 октября 1944 года в районе селения Хотча партизаны нескольких соединений AL и «Батальонов Хлопских» с боем прорвались через линию фронта в расположение советских войск.
- 12 декабря 1944 года — налёт на концентрационный лагерь у селения Byczki в районе Скерневице, освобождены 160 узников.
- январь 1945 года — бои за город Сосновец. Отряд AL под командованием С. Чарнецкого и передовой отряд 59-й армии после двухдневных боёв освободили северо-восточный пригород города[43]
- 17 января 1945 года — уцелевшие бойцы АЛ оказали помощь частям Советской Армии и 1-й армии Войска Польского в боях за Варшаву[44][45]

### Участие в Варшавском восстании

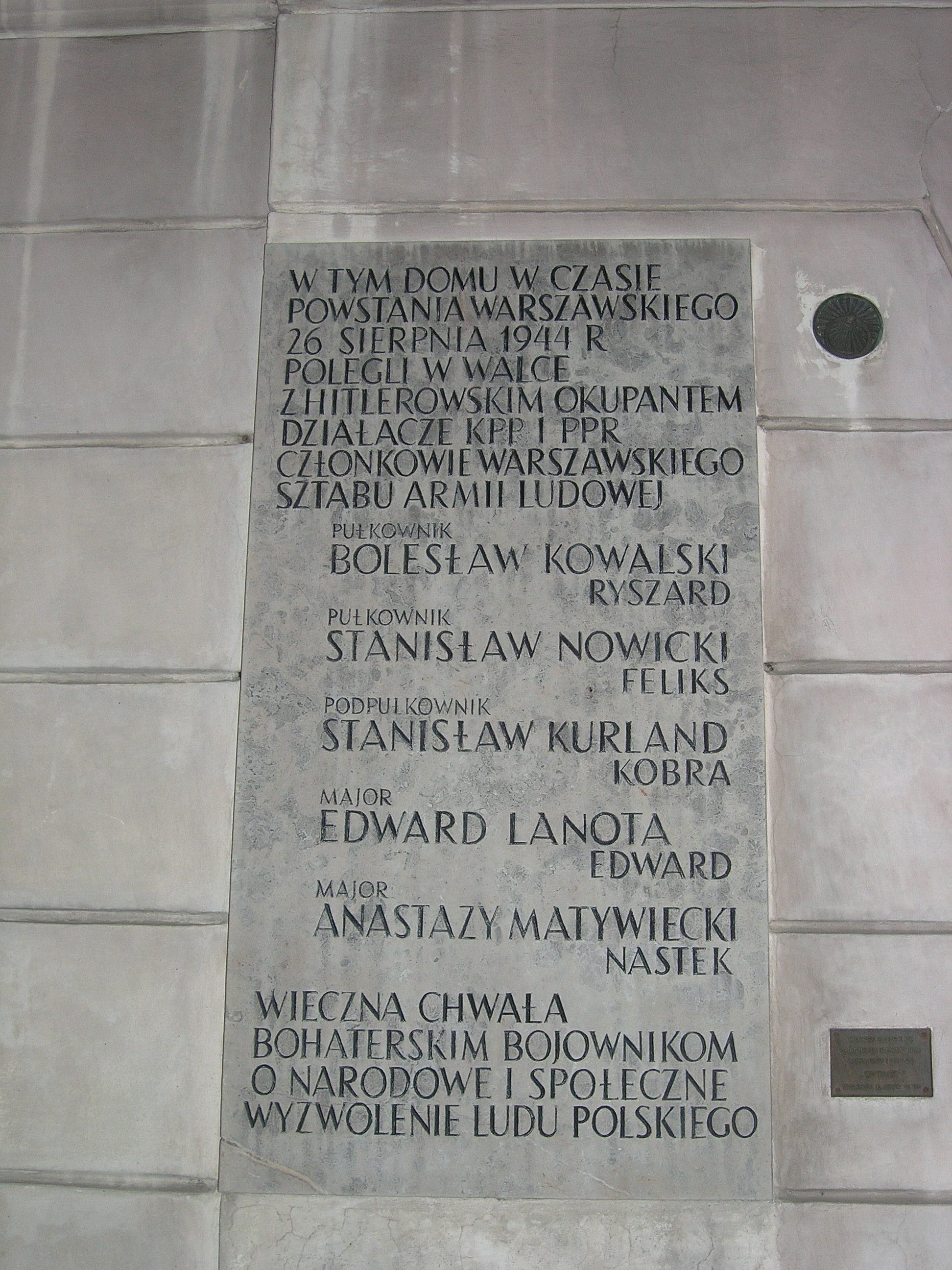
Памятная доска на месте здания по ул. Фрета, 16, в котором находился штаб Армии Людовой в ходе Варшавского восстания

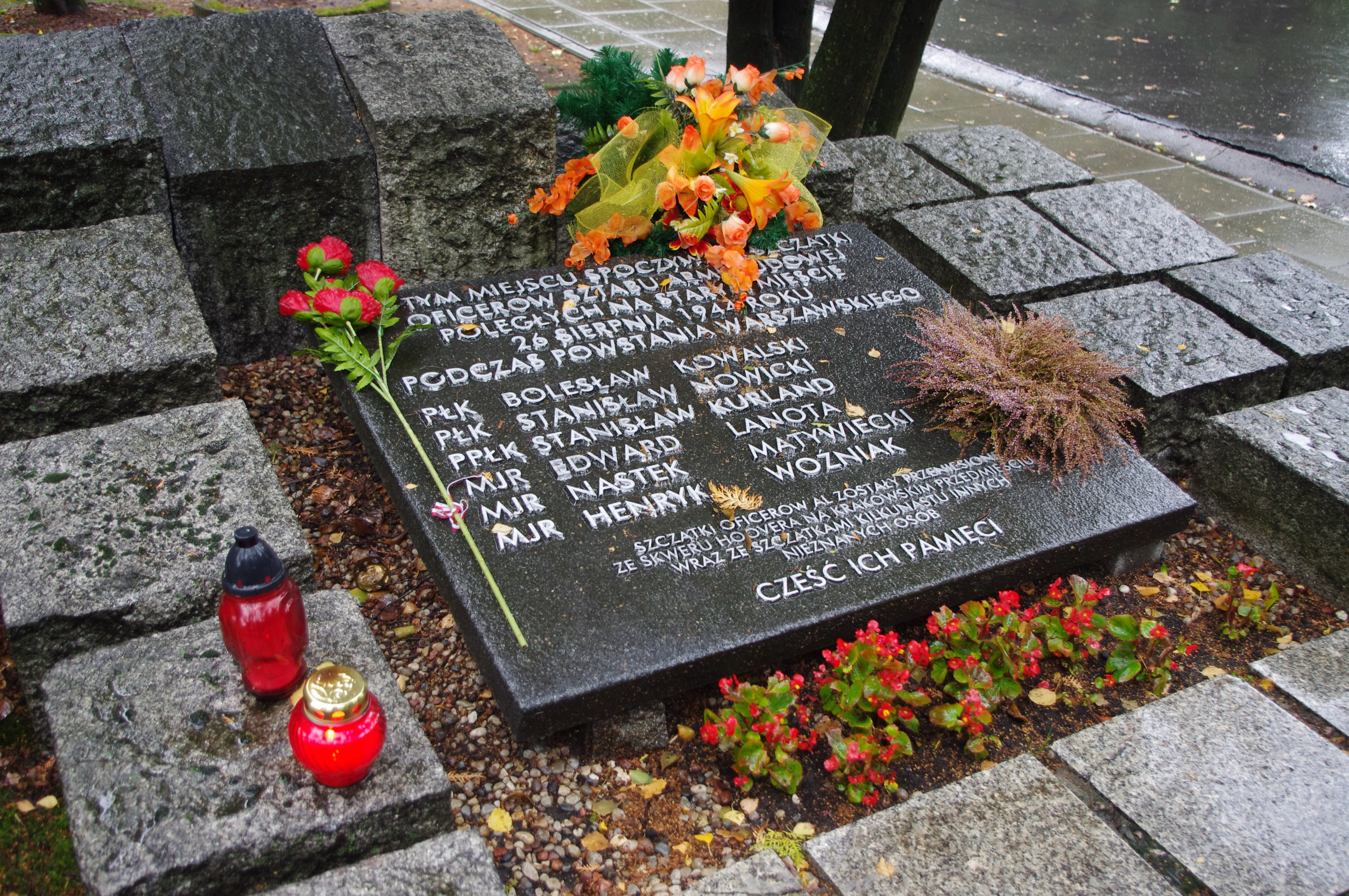
Могила членов штаба Варшавского округа АЛ на воинском кладбище

Руководство Армии Крайовой не предупредило руководство Армии Людовой о подготовке к восстанию в столице и дате выступления, в результате варшавская организация Армии Людовой столкнулась с организационными трудностями (с началом восстания её активисты оказались отрезаны от ряда складов с оружием и снаряжением; также оказалась нарушена система связи АЛ, и бойцы некоторых боевых групп утратили связь с командованием). Основные силы варшавской организации АЛ действовали в районах Старе Място, Повисле и Жолибож. Всего в Варшавском восстании участвовали около 1800 бойцов Армии Людовой (из них 600 — в районе Праги, на восточном берегу Вислы, а ещё некоторое количество активистов, оказавшись отрезанными от своих отрядов в первые дни восстания, вступили в состав отрядов АК).
Общее руководство силами АЛ в районе Варшавы осуществлял командующий округом «Варшава-город», майор Болеслав Ковальский («Рышард»), он погиб вместе со штабом под развалинами здания на ул. Фрета, взорванного гитлеровцами.
12 сентября 1944 года было создано общее командование сил Армии Людовой, Польской Армии Людовой и Корпуса безопасности в Варшаве. 14-15 сентября 1944 года между ними было заключено соглашение о создании объединенных вооружённых сил в Варшаве (Połączone Siły Zbrojne), а 25-26 сентября 1944 года — заключено политическое соглашение (Powstańcze Porozumienie Demokratyczne).
В ходе восстания руководство АЛ было вынуждено ограничить приём новых добровольцев, в связи с нехваткой оружия и политическими причинами — нежеланием увеличивать напряжённость в отношениях с руководством АК.
После начала восстания, руководство АЛ неоднократно направляли связных для информирования командования советских войск и Войска Польского о положении в городе, местонахождении собственных и немецких сил для нанесения по противнику артиллерийских ударов и определения мест сброса помощи. Отправка связных не прекращалась и после установления немцами блокады берега Вислы — так, в ночь с 12 на 13 сентября 1944 года через Вислу сумели перебраться связные Елена Яворская и Янина Бальцежак; в ночь с 14 на 15 сентября 1944 года — связная Алисия Сольская («Инка»), а в ночь с 16 на 17 сентября 1944 года — капитан Кароль Венцковский, но большинство связных погибли.
30 сентября 1944 года АЛ стало известно, что на переговорах о капитуляции, которые ведет с гитлеровцами командование АК, статус военнопленных («комбатантов») распространяется на бойцов АК, но не распространяется на бойцов Армии Людовой, в связи с этим было принято решение идти на прорыв. При отступлении и выходе из города силы АЛ понесли очень тяжёлые потери: так, 30.09.1944 из района Срюдместье и Жолибожа на восточный берег Вислы переправились только 28 бойцов АЛ и 7 примкнувших к ним бойцов АК.

### в Верхней Словении
Уже в августе 1944 года некоторое количество польских партизан действовало в составе отрядов чехословацких партизан на территории Чехословакии.
В мае 1945 года в составе французско-польского партизанской бригады «Liberté» в Верхней Словении действовала польская партизанская рота им. «Старого», ядро которой составляли активисты лодзинской ячейки ППР, бежавшие из концлагеря на австрийско-югославской границе в районе перевала Любель. Командиром роты являлся Юзеф Жетельский.

## Взаимоотношения с иными польскими силами
Армия Людова столкнулась с враждебным отношением со стороны радикально правого и правого подполья NSZ, сопровождавшимся вооружённым противостоянием:
- уже в феврале 1944 года вооружённые нападения и убийства представителей ПРП и бойцов AL боевиками NSZ «стали нередким явлением»[57].
- 11 апреля 1944 года командир 1-й бригады AL имени Земли Люблинской, капитан Владислав Скшипек («Гжибовский»), прибывший на переговоры с командованием отряда NSZ в селение Кобыляж, был расстрелян из автоматов[58].
- 14 апреля 1944 года в Тшидницкой воле вошедший в деревню отряд NSZ начал разыскивать и убивать оставленных на попечении крестьян раненых бойцов AL, спешивший на помощь отряд AL «Блыскавицы» под командованием Феликса Козыры попал в засаду NSZ, в бою с засадой погиб командир отряда[58].
- боевиком NSZ был застрелен активист AL Стефан Шиманьский («Крук»), один из организаторов партизанского движения в Люблинском воеводстве[58].
- боевиком NSZ был убит Леон Кочаский («Болек»), секретарь Радомской окружной партийной организации ППР[59].
- боевиками NSZ был убит Ян Кандель («Анджей»), боец AL и секретарь 1-го подрайона ПРП[60].
- в июне 1944 года в районе Островца-Свентокшисского группа из пяти подрывников под командованием сержанта Сташиньского была окружена отрядом из 30 боевиков NSZ и под угрозой уничтожения разоружена, захвачена в плен и доставлена в деревню Дроговля «для допроса». После того, как поднятый по тревоге батальон бригады «Грюнвальд» окружил деревню, командир отряда NSZ был вынужден освободить партизан (к этому времени сильно избитых) и вернуть их оружие[61].
- 26 июня 1944 года в Скробачеве (недалеко от Стопницы) отряд AL из 50 бойцов был атакован превосходящими по численности силами NSZ, но сумел выйти из окружения, потеряв в бою 4 бойцов убитыми и 2 ранеными. Потери националистов из NSZ оценивались в 20 убитых и раненых[62].
- 8 сентября 1944 года под Жомбцем (к юго-востоку от Ченстохова) Свентокшиская бригада NSZ атаковала советско-польское партизанское соединение (отряд AL им. Войцеха Бартоша Гловацкого и отряд советских партизан), в бою погибли 55 советских и польских партизан[63]. В плен к боевикам NSZ попали 32 партизана Армии Людовой и 72 советских партизана, после чего 70 советских партизан и 3 польских партизана Армии Людовой были убиты (ещё двое советских партизан сумели бежать), оставшимся польским партизанам предложили присоединиться к NSZ, и несколько из них перешли в NSZ[64].
- в ноябре 1944 года в Ченстоховском районе боевиками NSZ были убиты 10 партизан Армии Людовой[64].

Отношения с Армией Крайовой были не однозначными: с одной стороны, в течение 1944 года на уровне военно-политического руководства отношения AL и AK существенно осложнились (в частности, руководство АК резко реагировало на случаи перехода своих командиров и бойцов в ряды AL, это рассматривалось как «дезертирство»); с другой стороны — известно взаимодействии AK и AL обычно на местном уровне в борьбе с германскими оккупантами и их союзниками.
- в приказе от 12 июля 1944 года командующий АК, генерал Т. Коморовский назвал силы AL «коммунистическими бандами»[65]

## Послевоенные события
3 июля 1951 года в Вене была создана Международная федерация борцов сопротивления, объединявшая 55 организаций и ассоциаций бывших борцов Движения Сопротивления, партизан, бывших узников немецких концлагерей, иных участников борьбы против нацизма и родственников жертв. Организации ветеранов Армии Людовой участвовали в работе федерации.

## Память
- аллея Армии Людовой в Варшаве (пол. Aleja Armii Ludowej)